# 도쿠마스역
도쿠마스역(일본어: 徳益駅)은 일본 후쿠오카현 야나가와시에 위치한 서일본 철도 덴진오무타 선의 역이다. 역 번호는 T40이다. 60킬로 포스트가 존재한다.

## 역사
- 1938년 9월 1일: 영업 개시.
- 2008년 5월 18일: IC카드 nimoca 사용 개시.
- 2017년 2월 1일: 역 번호 도입.

## 역 구조
단선 승강장 1면 1선의 지상역이다. 아지사카역, 야카베역과 동시에 덴진오무타 선에 3개 있는 무인역 중 1개이다. 과거에는 1956년 건축 역사가 무인화 후에도 남아 있었지만, 2000년경 철거되었다.

### 승강장
| 1 | ■ 덴진오무타 선 | 니시테쓰 후쿠오카(덴진)・니시테쓰야나가와・오무타 방면 |

## 역 주변
- 국도 제208호선
- 야나가와 자동차학교

## 인접역
| 서일본 철도 ■ 덴진오무타 선                       | 서일본 철도 ■ 덴진오무타 선 | 서일본 철도 ■ 덴진오무타 선 |
| ------------------------------------------------- | --------------------------- | --------------------------- |
| T39 니시테쓰야나가와 니시테쓰 후쿠오카(덴진) 방면 | ■ 보통                      | 시오쓰카 T41 오무타 방면    |